# KidsCo
KidsCo fue una marca internacional de canales de entretenimiento para niños. Fundada en abril de 2007 por las canadienses Corus Entertainment y Nelvana, producido en Norteamérica por DIC Entertainment (Cookie Jar Entertainment), y en Europa por Sparrowhawk Media Group, propiedad de NBC Universal.
Los propietarios planteaban colocar el canal en independientes redes de cable y multimedia, y en sitios web en todos los puntos del globo (con la excepción de América del Norte) en el transcurso de los próximos dos años.
Su sede se encontraba en Londres.

## Expansión
Los primeros canales de KidsCo comenzaron en Polonia, Rumania y Turquía, el 7 de septiembre de 2007. También se puso en marcha a finales de año en Hungría, Ucrania y Rusia.
Durante 2007, la productora europea del canal, Sparrowhawk Media Group, compró la cadena de Teuve Kitz, naciendo el 1 de mayo de 2008, en las principales compañías de cable españolas. Actualmente en España, la cadena pertenece a Chello Multicanal, que compró la productora Teuve.
En Oriente Medio, inicio a través de Showtime Arabia Network. A su vez, anunció el inicio en Indonesia, Hong Kong, Corea del Sur y Singapur el 20 de marzo de 2008,· y en Sudáfrica en agosto del mismo año.
KidsCo también se puso en marcha en el Reino Unido, Francia, Italia, Alemania, Portugal, Bélgica y los Estados Unidos en 2009. Llegó también en Australia el 15 de noviembre del mismo año.
Se tenía pensado en expandirse en más de 80 mercados alrededor del mundo hasta el año 2011.
El 18 de noviembre de 2013 se conoció la noticia del cese de emisiones del canal. La señal europea cesó sus emisiones el 31 de diciembre de 2013, mientras que la señal de África y Asia cesó en febrero de 2014.

## Series
- 100 Deeds for Eddie McDowd
- 6teen[15]
- Adventures of Sonic the Hedgehog[16]
- Angela Anaconda[17]
- Babar[18]
- Beverly Hills Teen Club[19]
- Beyblade V-Force
- The BFG[20]
- Big And Hairy[21]
- Birdz[22]
- Blaster's Universe[23]
- Bommi & Friends[24][25]
- Boo & Me[26][27]
- Cake[28]
- Chuck Finn[29][30]
- Chucklewood Critters[31]
- Count Duckula[32]
- Corduroy[33]
- Creature Comforts[34]
- Cyberchase[35]
- Danger Mouse[32]
- Dinosaur Island
- DinoSquad[36][37]
- Donkey Kong Country[38]
- Eyewitness[39]
- The Fairly OddParents[40]
- Fat Dog Mendoza[41]
- Franklin[42]
- Grossology[43]
- Gulliver's Travels[44]
- Heathcliff[45]
- Inspector Gadget[46][47]
- Iz and the Zizzles[48]
- Jane and the Dragon[49]
- Jass Time[50]
- Jayce and the Wheeled Warriors[51]
- Little Bear[52]
- M.A.S.K.[53]
- Maggie and the Ferocious Beast[54]
- Mary-Kate and Ashley in Action![55]
- Max & Ruby[56][57]
- Medabots[58]
- Monster by Mistake[59]
- My Friend Rabbit[60]
- My Parents Are Aliens[61]
- Ned's Newt[62]
- The New Adventures of Speed Racer
- Ocean Star: The Quest[63]
- Pecola[64]
- Pelswick[65]
- Rainbow Brite[66]
- Redwall[67]
- Rescue Heroes[68]
- Rolie Polie Olie[69]
- Round the Twist[70][71]
- Rupert[72]
- Sabrina: The Animated Series[73]
- Scout's Safari[74]
- Seven Little Monsters[75]
- Sherlock Holmes in the 22nd Century[76]
- Shelldon
- Spheres[77][78]
- Snake Tales[79]
- Sonic the Hedgehog[16]
- Sonic Underground[80]
- Speed Racer (anime)
- Stickin Around[81]
- The Super Mario Bros. Super Show[82]
- Super Mario World[83]
- Tales from the Cryptkeeper[84]
- The Adventures of Paddington Bear[85]
- The Adventures of Super Mario Bros. 3[86]
- The Beach Crew[87]
- The Berenstain Bears[88]
- The Magic School Bus[89]
- The Mystery Files of Shelby Woo[90][91]
- The New Adventures of Madeline[92]
- The New Adventures of Ocean Girl[93]
- The Prince and the Pauper[94]
- The Story of Tracy Beaker[95]
- The Trojan Horse[96]
- The Wiggles[97]
- Timon and Pumbaa
- Turbo Dogs[59]
- Twenty Thousand Leagues Under the Sea[98]
- Wallace and Gromit[99]
- Wimzie's House[100]
- The Wind in the Willows[101]
- Z-Squad

Not all of the above shows available in all areas.

|}